# Froweinbos
Het Froweinbos is een bosgebied in de gemeente Gulpen-Wittem in de Nederlandse provincie Limburg. Het bos ligt ten noordoosten van Eys bij buurtschap Overeys en maakt onderdeel uit van het landgoed behorende bij Kasteel Goedenraad. Het ligt op de noordelijke dalwand van het Eyserbeekdal, op de zuidrand van het Plateau van Ubachsberg, en is een hellingbos. Aan de zuidrand van het bos stroomt de Eyserbeek. Naar het bos lopen twee paden, het Eikesvoetpad en de Weg langs 't Eikes, waarvan die laatste vroeger doorliep naar Vogelzang. Deze twee toponiemen suggereren dat het bos 't Eikes wordt of werd genoemd.
In het bos staan er eeuwenoude beuken met soms wel een hoogte van 35 meter en een leeftijd van 200 jaar oud.
Het bos is vernoemd naar de laatste particuliere eigenaar van het kasteel: Willem Frowein, directeur van de NV Staatsmijnen in Limburg. Het graf van Frowein ligt hoog in het bos, omgeven door rododendrons.

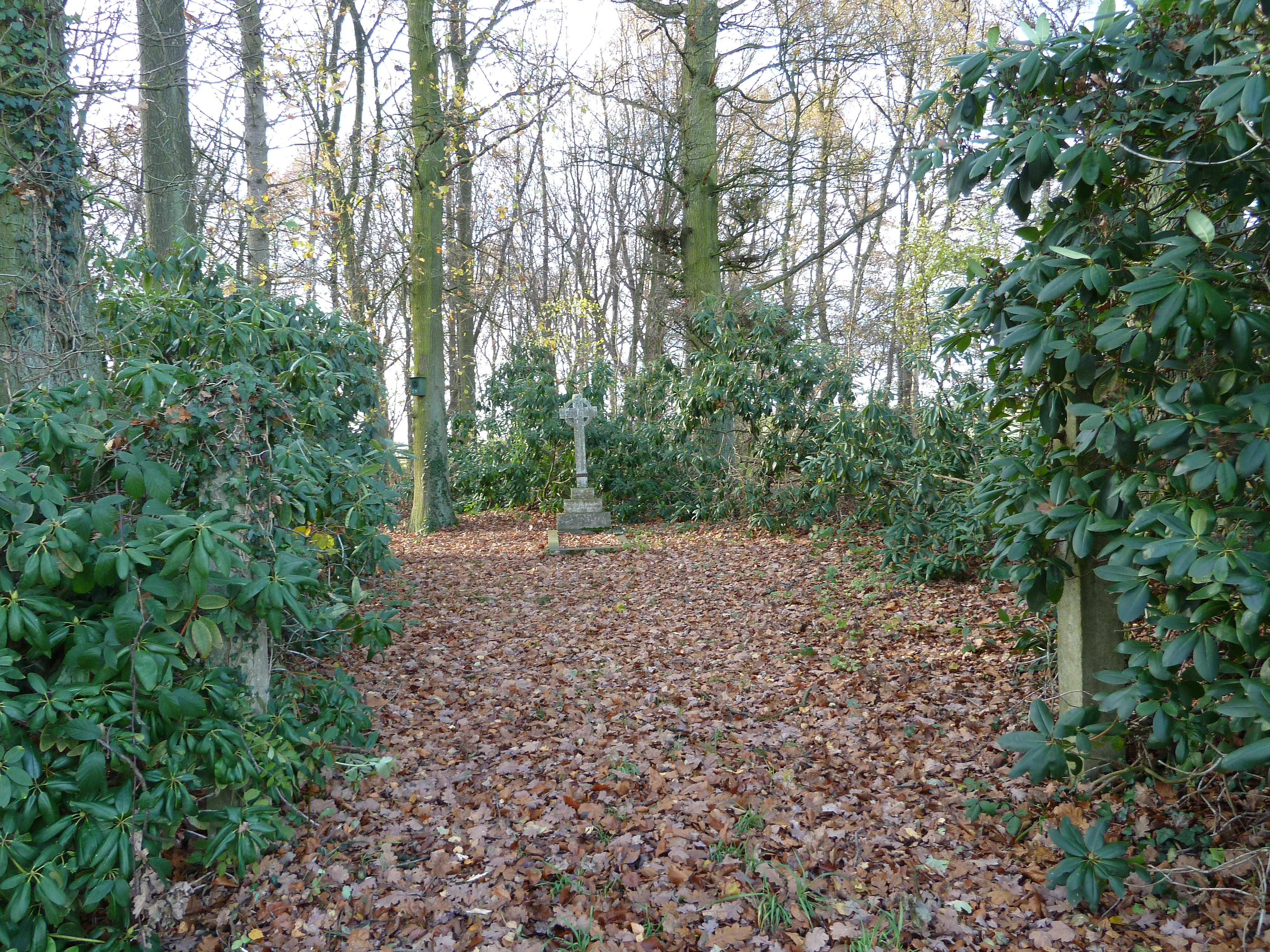
Graf omgeven door rododendrons in Froweinbos
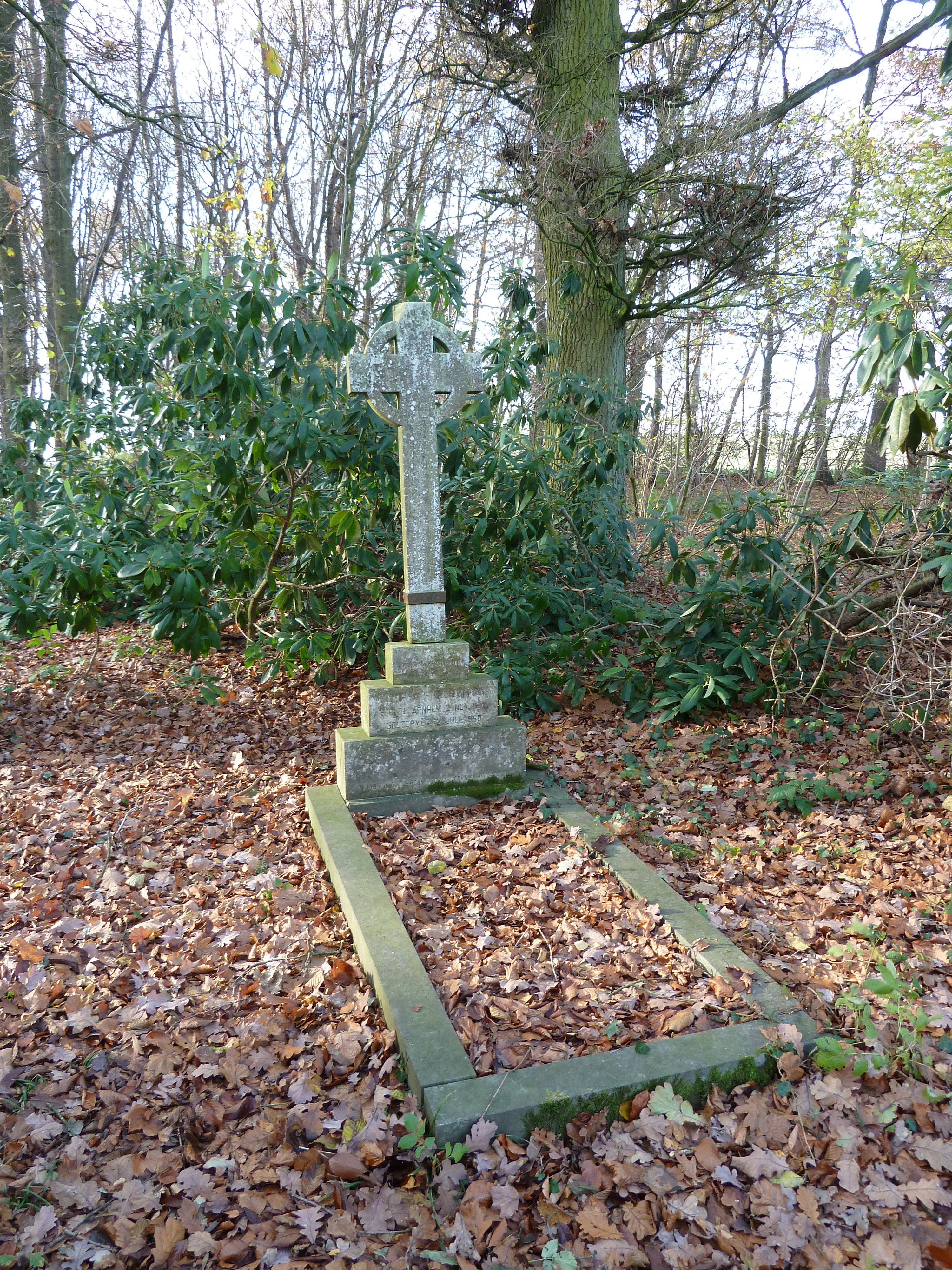
Graf in Froweinbos
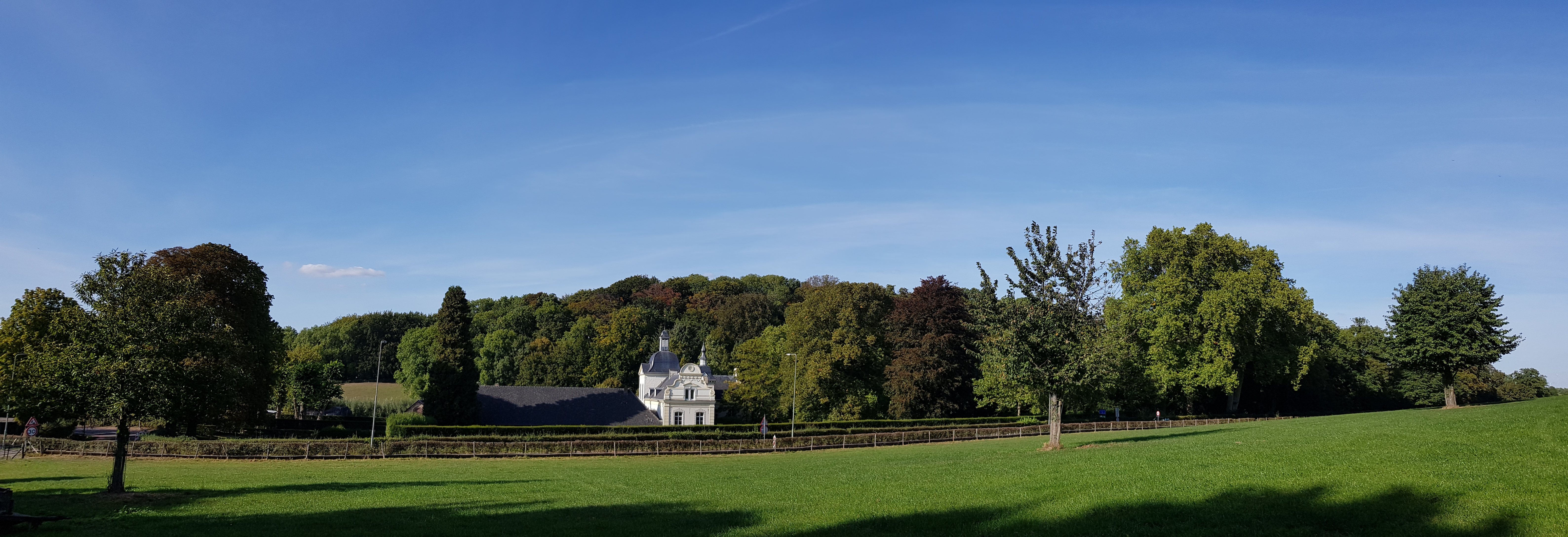
Froweinbos gezien achter Kasteel Goedenraad